# Enacrosoma javium
Enacrosoma javium là một loài nhện trong họ Araneidae.
Loài này thuộc chi Enacrosoma. Enacrosoma javium được Herbert Walter Levi miêu tả năm 1996.